# Szegedi EAC
A Szegedi EAC egy megszűnt labdarúgócsapat. 1921-ben alapították KEAC, azaz Kitartás Egyetemi Athlétikai Club néven. Az 1953-ban a megszűnt Szegedi Honvéd helyén indult az 1954-es élvonalbeli idényben. Története során számtalanszor változott a klub neve. 1976-ban magába olvasztotta az első szegedi csapatot, a Szegedi AK-ot.

## Története
Az 1921-ben alapított klub számára 1954-ben jött el a nagy lehetőség, amikor a Honvédelmi Minisztérium megszüntetett a Szegedi Honvédot és helyén az akkor Szegedi Haladás néven szereplő csapatot indította az NB I-ben. A Szegedi Honvéd több játékosa is átkerült az újonc csapathoz. Az egyetem által támogatott egyesület pár évig adós maradt a jó eredményekkel, hiszen többször is kiesett a csapat, de rendre vissza is jutott az NB I-be. Aztán az 1959-60-as bajnoksággal vette kezdetét egy új sikerkorszak, az ekkor már Szegedi EAC (1957 óta) névvel szereplő gárda előbb 8. lett, majd 1960-61-ben már 6. helyre tornázta fel magát. A máig is fennálló nézőcsúcs is ebben az időszakban született meg, hiszen 1960-ban 30 000 néző látta a Felső-Tisza parti stadionban, hogy a Fradi Albert góljával 1-0 arányban legyőzi a SZEAC-ot. 1962 augusztusában pedig 26 000 néző előtt Nemes István góljával győzött 1-0-ra a bajnok Ferencváros ellen a SZEAC.
Ezután 1967-ig több gyengébb szereplést is maga mögött tudhatott a Szeged, egyszer az NB II-be is kiesett, ám 1967-ben újra bizonyítottak, 9. helyen zárták az NB I-et. Az 1968-as újabb kiesést követően az olajipar sietett a pénzügyi problémákkal küszködő egyetemi csapat megsegítésére, így született meg a legendás SZEOL (Szegedi Egyetemi és Olajipari SC) név és a kék-fekete színösszeállítás (a fekete az olaj szimbolizálásaként került be a színek közé).
Az 1969-es NB I/B-ből való feljutást követően 1991-ig az első és másodosztály között ingázott a szegedi gárda, SZEOL SC, majd később SZEOL AK (mint ismeretes, a SZEOL SC 1977-ben fuzionált az 1951-ben az NB I-től búcsúzó, 1899-es alapítású SZAK-kal, így született meg a SZEOL AK név), 1985-től SZEOL-DÉLÉP SE majd 1987-től Szeged SC néven. Az 1978-as kiesést követően a csapat nem jutott vissza azonnal az élvonalba, erre három NB II-es szezont kellett várni.
Abban a régóta tartó sikertelen időszakban egyedül az 1983-84-es szezon számított kivételnek, amikor az NB I meglepetéscsapata lett a Kaszás Gábor által irányított újonc SZEOL AK (9. hely). A DÉLÉP SC-vel történt fúzió (így született meg a SZEOL-DÉLÉP SE név) sem törte meg a jeget, hiszen az 1985-ben NB I-ből kieső szegedi csapatnak immár öt hosszú évre csak álom maradt az élvonal. Az időszak egyik legemlékezetesebb eseménye az 1989 nyarán vívott oda-visszavágós osztályozó a Bp. Vasassal szemben. A visszavágón 1989. június 25-én, 18.000 néző előtt 0-0-s állásnál az utolsó percben egy balról történt beívelést követően Szabó Gyula 11-es pontnál történt kezezéséért a helyszínen erősen vitatott büntetőt ítélt a békéscsabai Németh Lajos játékvezető a fővárosi csapat számára, ezzel esett ki a szegedi csapat (1-1,0-1) összesítéssel. Máig is emlékezetes a mérkőzést követő balhé a stadionban. A következő szezonban (1989-90) azonban a Szeged SC az NB II Keleti csoportját toronymagasan nyerve jutott fel az NB I-be a mesteredző, Kovács Ferenc irányításával. A nagy múltú klub illetve a szegedi labdarúgás 50. NB I-es éve (1990-91) nem sikerült túl jól, hiszen csak egy osztályozós helyet sikerült megszerezni.
Az 1991-es NB I-es kiesést követően mélyrepülésbe kezdett a csapat, elsősorban súlyos gazdasági okok miatt. Az NB II-ben is egyre rosszabb eredményeket értek el (4. hely, majd 13. hely), végül 1993-94-ben már a másodosztályból is kiesett az időközben Szeged TE, majd Szeged FC nevet felvett együttes. Az ezt követő három évben az NB III-ba is teljesen beleszürkült csapat, a kiugrás legcsekélyebb reménye nélkül.
1995-ben Bereczk Imre személyében megint új szponzor érkezett, ekkor a csapat felvette a legendás előd, a SZEAC nevét. A kispadon abban az időben a híres Verebes József is megfordult, de az eredmények kimerültek annyiban, hogy a csapat NB II-es lett (1997) az átszervezéseknek köszönhetően, ám akkoriban ez az osztály is csak a magyar labdarúgás harmadik vonala volt. Ennek ellenére itt is csak bravúrral tudott megkapaszkodni a SZEAC, hiszen 13. lett.
Sok változást hozott hát 1998 nyara a szegedi labdarúgásban is. Egyrészt tovább folytatta NB II-es szereplését a SZEAC együttese, ám ez tiszavirág életűnek bizonyult. 1998. december 5-én az MLSZ közgyűlésén Bereczk Imre visszaléptette a fél szezon után 15. helyen álló csapatát az NB II-től.

### Az egyesület nevei
A klub fennállása során több alkalommal is nevet változtatott. Ezek a következők voltak:
- 1921 – 1940 : Szegedi Kitartás Egyetemi Athlétikai Club (KEAC)
- 1940 – 1948 : Szegedi Egyetemi Athlétikai Club (SZEAC)
- 1949 – 1956 : Szegedi Haladás
- 1956 – 1969 : Szegedi Egyetemi Athlétikai Club (SZEAC)
- 1969 – 1976 :  Szegedi Egyetemi és Olajipari Sport Club (SZEOL)
- 1977 – 1985 :  Szegedi Egyetemi és Olajipari Atlétikai Klub (SZEOL AK)
- 1985 – 1987 :  Szegedi Egyetemi és Olajipari – Délép Sportegyesület (SZEOL-Délép SE)
- 1987 – 1993 : Szeged Sport Club
- 1993 : Szeged Torna Egylet
- 1993 – 1995 : Szeged Football Club
- 1995 – 1999 : Szegedi Egyetemi Athlétikai Club (SZEAC)

## Eredmények

### Élvonalbeli bajnoki szereplések
A csapat 23 alkalommal szerepelt az élvonalban. Először az 1954-es idényben képviselte Szegedet a legjobbak között.
- Magyar labdarúgó-bajnokság (1954–1991)

| Idény   | Helyezés | Idény                | Helyezés | Idény       | Helyezés | Idény       | Helyezés | Idény   | Helyezés |
| ------- | -------- | -------------------- | -------- | ----------- | -------- | ----------- | -------- | ------- | -------- |
| 1954    | 13. hely | 1956 (nem hivatalos) | 12. hely | 1957 tavasz | 10. hely | 1957-58     | 14. hely | 1959-60 | 8. hely  |
| 1960-61 | 6. hely  | 1961-62              | 9. hely  | 1962-63     | 11. hely | 1963 ősz    | 12. hely | 1964    | 10. hely |
| 1965    | 14. hely | 1967                 | 9. hely  | 1968        | 16. hely | 1970 tavasz | 8. hely  | 1970-71 | 16. hely |
| 1972-73 | 14. hely | 1973-74              | 15. hely | 1975–76     | 16. hely | 1976–77     | 12. hely | 1977–78 | 18. hely |
| 1981–82 | 17. hely | 1983–84              | 9. hely  | 1984–85     | 16. hely | 1990–91     | 13. hely |         |          |

## Ismertebb játékosok
* a félkövérrel írt játékosok rendelkeznek felnőtt válogatottsággal. A sorban nem szerepel Hajós István aki a fenti szövegben, 1960-ban rúgta a gólt Ferencvároson. Félkövérrel kéne szedni dr. Mészáros Károlyt mivel egyszer helyettesítette Grosicsot. Dr. Janka János már nem számít, (Baráth -Gilicz-Hajós-drMészáros korszak), mert a futballt orvosi hivatásra cserélte, vagy dr. Boros László aki ügyvéd lett vagy Pataki Tamás, akinek edzősködése alatt váltott Gujdár Sándor csatár posztról kapusra. Dr. Reményik László később a Szegedi Dózsa edzője lett. De dr. Tóth Lajos (Pumpa) is elférne a listán, aki a Rábába távozott kapusnak, és "a" Verebes  intézőjeként fejezte be.
| - Schwartz Sándor - Sorin Cigan - Árki Gábor - Baranyi Sándor - Baráth János - Birinyi István - Birkás Péter - Böjtös János | - Budai Sándor - Cziráki József - Csáki Béla - Cserhalmi Mihály - Egervári Sándor - Gilicz István - Gujdár Sándor | - Hajós Imre - Hornyák Béla - Katzenbach Imre - Kovács Béla - Kozma Mihály - Kun Lajos - Kutasi László | - Kürtösi László - Nagy Antal - Pataki Miklós - Portörő Gábor - Prukner László - Pusztai László - Rábay László | - Szabó László - Szélpál László - Vágó Attila - Vass Ferenc - Véber György - Virágh Ernő - Zallár Andor |  |